# 伍家謙
伍家謙（Vincent ／ Vince Ng Ka Him，1979年9月14日—），珠海學院新聞系畢業，曾任職亞洲電視新聞部、《新報》、香港無綫電視新聞部體育組首席記者和香港電視娛樂部頭合約藝員，現為自由工作者。現時是香港足球總會市務及傳訊委員會成員，身高187公分（6英尺2英寸）。

## 生平
伍家謙早年於香港島西營盤生活，曾就讀於聖士提反堂小學、聖士提反堂中學（1996年畢業）和玫瑰崗學校商科部（1998年畢業），之後入讀珠海學院新聞系。2001年，被派到亞洲電視新聞部實習。
2002年，珠海學院新聞系畢業後，加入《新報》任職體育記者。2003年，伍家謙在前亞洲電視體育記者馮堅成的介紹下，由伍晃榮帶領加入無綫電視的無綫電視新聞部工作。
伍家謙主要於星期一至五的晚間新聞兼任體育新聞主播，並愛以輕鬆手法報道。
另外，伍家謙於2008年修畢香港中文大學碩士課程；2013年12月14日，與曾任職日本航空空姐、現職項目經理的女友謝麗萍結婚。
2014年5月14日，凌晨近3時涉嫌醉酒駕駛，途經黃大仙太子道東近彩虹道時遇警方路障截查，酒精讀數為33微克，超出法例規定的22微克而被拘捕。最後他被法庭罰款5,000元及吊銷駕駛執照半年，並須在停牌完結前三個月完成駕駛改進課程。
2014年11月28日，伍氏暫停無綫電視新聞部的工作，但無綫電視新聞部合約保留兩個月，到2015月1月，伍氏與無綫電視新聞部合約完結正式離開無線電視新聞部。由無綫電視新聞部轉投自由身，結束與無綫電視新聞部11年之賓主關係。
2014年年尾加入SunnyIdea，為其網上娛樂平台《HKonlineTV （页面存档备份，存于）》拍攝有關體育的節目，其中包括《交俾你講體育喇!》，《打出名堂 2015》，和採訪學界體育的節目。
2016年，下半年回歸無綫電視正式簽約成為其他部頭合約藝員，為擔任里約奧運2016和多種節目的主持。
2020年4月10日上午，太太於醫院剖腹誕下龍鳳胎，兒子首先出生，女兒亦緊隨其後出世。

## 小誤會
由於伍家謙與已故資深體育新聞主播伍晃榮除了姓氏相同，亦曾在同一時期一同任職無綫新聞體育組記者，伍晃榮更是當年決定聘請伍家謙進入無綫新聞部的人，亦曾是伍家謙的直屬上司，加上伍晃榮的兒子名字為伍家銳，與伍家謙名字相近，故曾有不少人誤以為伍家謙為伍晃榮之子，而實情兩人並非父子關係。

## 風格
伍家謙為無綫新聞體育主播方式與其他主播不同。伍家謙的報道手法是以輕鬆搞笑為主，風格與曾為他上司的已故知名體育主播伍晃榮相同。

## 軼事
伍家謙本身是籃球愛好者，曾經與馮堅成等多位記者一同參加傳媒盃籃球比賽。

## 電視節目
- 2015年：TVBJ2節目《讀上癮》
- 2016年：香港電視娛樂ViuTV節目《巨門陣》
- 2016年：TVB節目《里約奧運2016》
- 2016年：香港電台節目《奪金背後》（配音）
- 2016年：香港電台節目《老外遊長江》（配音）
- 2018年：香港電台節目《戰火無情》（配音）
- 2018年：香港電台節目《末代皇朝》（配音）
- 2019年：香港電台節目《獨裁者攻略》（配音）
- 2019年：香港電台節目《希特拉的幫兇》（配音）

## 網上節目
- 2015年：《HKonlineTV （页面存档备份，存于）》節目《交俾你講體育喇!》
- 2015年：《HKonlineTV》節目《Nike 打出名堂 2015》
- 2017年:《HKonlineTV》節目 《NIKE全港學界精英籃球比賽 2016 - 2017》

## 電影
- 2015年：《追球》 飾 Donald《HKonlineTV》微電影 《【Chasing 《追球》HKonlineTV x ENTERBAY 微電影 主演：曾國祥 秦煌 特別演出：Dennis Rodman 洛文】 （页面存档备份，存于）》
- 2016年：《寒戰II》 飾 沈偉忠 Wilson

## 廣告
- 2015年：豐澤 《HKonlineTV》推廣影片 【豐澤 Trade-in服務 x 伍家謙】
- 2015年：萬寧
- 2015年：港鐵解碼
- 2021年：《明日戰記》突發新聞報道[9]

## 視像遊戲
- 2016年：《職業進化足球 勝利十一人2017》實況

## 比賽片段
- 傳媒盃比賽

## 外部連結
- 伍家謙的新浪微博
- 伍家謙的Facebook專頁
- 伍家謙的Instagram帳戶